# Zbigniew Gertych
Zbigniew Gertych (ur. 26 października 1922 w Poznaniu, zm. 4 lipca 2008 w Warszawie) – polski polityk, ekonomista, agrotechnik, profesor, specjalista w dziedzinie ogrodnictwa i warzywnictwa, wolnomularz, poseł na Sejm PRL II, III, VIII i IX kadencji, w latach 1982–1985 wicemarszałek Sejmu VIII kadencji, od 1994 członek rzeczywisty Polskiej Akademii Nauk, Wiceprezes Rady Ministrów w rządzie Zbigniewa Messnera (1985–1987).

## Życiorys
Syn Tadeusza i Marii. W czasie II wojny światowej walczył w Armii Krajowej, był więziony w obozach i więzieniach niemieckich. W 1946 ukończył studia na Uniwersytecie Jagiellońskim, a trzy lata później uzyskał stopień doktora. Od 1963 był doktorem habilitowanym, od 1969 profesorem nadzwyczajnym, a od 1979 profesorem zwyczajnym nauk rolniczych. W 1977 uzyskał członkostwo w Polskiej Akademii Nauk (jako członek korespondent, a w 1991 członek rzeczywisty). Był członkiem prezydium PAN (1978–1980, 1984–1986).
Od 1946 do 1953 pracował w Zakładzie Dendrologii PAN w Kórniku. W latach 1953–1964 sprawował funkcję dyrektora Sadowniczego Zakładu Doświadczalnego w Brzeznej podległego Instytutowi Sadownictwa w Skierniewicach. Od 1964 do 1973 był wicedyrektorem Instytutu Warzywnictwa, następnie jego dyrektorem (1974–1985). Kierował Zakładem Ekonomiki Rolnictwa i Leśnictwa PAN. W latach 1964–1973 był zastępcą sekretarza, a później sekretarzem Wydziału V Nauk Rolniczych i Leśnych PAN. Od 1981 I zastępca sekretarza naukowego PAN. W 1990 zatrudniony jako profesor w Ogrodzie Botanicznym PAN w Powsinie. Członek wielu krajowych i zagranicznych towarzystw naukowych, był między innymi członkiem Rady Najwyższej i Komitetu Wykonawczego Międzynarodowego Towarzystwa Nauk Ogrodniczych. 
Od 1955 należał do Polskiej Zjednoczonej Partii Robotniczej. W latach 1975–1981 był członkiem Centralnej Komisji Rewizyjnej PZPR. Pełnił funkcję radnego Wojewódzkiej Rady Narodowej. Pełnił mandat posła na Sejm PRL II, III, VIII i IX kadencji (1957–1965, 1980–1989). W latach 1980–1982 był przewodniczącym Sejmowej Komisji Planu Gospodarczego, Budżetu i Finansów. W 1982 wybrany na wicemarszałka Sejmu VIII kadencji (do 1985). W 1957 jako jedyny pokonał kandydata z miejsca „mandatowego” na liście Frontu Jedności Narodu w okręgu Nowy Sącz, Jana Antoniszczaka.
W 1982 członek prezydium Tymczasowej Rady Krajowej Patriotycznego Ruchu Odrodzenia Narodowego, a następnie członek Komitetu Wykonawczego Rady Krajowej PRON. Przewodniczący Krajowego Komitetu Narodowego Czynu Pomocy Szkole. W latach 1986–1988 zastępca przewodniczącego Społecznego Komitetu Odnowy Starego Miasta Zamościa.
W latach 1985–1987 był wicepremierem w rządzie Zbigniewa Messnera. W latach 1987–1990 pełnił funkcję ambasadora PRL/RP w Wielkiej Brytanii.
Był działaczem uniwersalistycznym, członkiem Tymczasowego Parlamentu Świata, przez dwie kadencje piastował funkcję Wielkiego Mistrza Wielkiego Wschodu Polski powstałego w 1997 (pierwszym powojennym Wielkim Mistrzem WWP był przez trzy kolejne kadencje Andrzej Nowicki). W trakcie pobytu na placówce dyplomatycznej w Londynie brał udział w pracach tamtejszego Rotary Club. Otrzymał Złote pióro Wolnomularza Polskiego 2006.
Pochowany na cmentarzu Rakowickim.

## Odznaczenia
Odznaczony Mérite Philantropique, Wielkim Krzyżem z Gwiazdą Orderu Demokracji (Kolumbia), Krzyżem Walecznych, Krzyżem Komandorskim z Gwiazdą i Oficerskim Orderu Odrodzenia Polski oraz Orderem Sztandaru Pracy I klasy, Medalem im. Mikołaja Kopernika, Brązowym Krzyżem Zasługi z Mieczami oraz Srebrnym Krzyżem Zasługi (1954). W 1989 został doktorem honoris causa Akademii Rolniczej w Szczecinie, był także doktorem honoris causa Akademii Nauk Rolniczych w Berlinie.